# Coptotettix tristis
Coptotettix tristis är en insektsart som beskrevs av Günther, K. 1935. Coptotettix tristis ingår i släktet Coptotettix och familjen torngräshoppor. Inga underarter finns listade i Catalogue of Life.